# Войцехув (Влощовський повіт)
Войцехув (пол. Wojciechów) — село в Польщі, у гміні Красоцин Влощовського повіту Свентокшиського воєводства.
Населення — 136 осіб (2011).
У 1975-1998 роках село належало до Келецького воєводства.

## Демографія
Демографічна структура на день 31 березня 2011 року:
|          | Загалом | Допрацездатний вік | Працездатний вік | Постпрацездатний вік |
| -------- | ------- | ------------------ | ---------------- | -------------------- |
| Чоловіки | 68      | 16                 | 43               | 9                    |
| Жінки    | 68      | 20                 | 32               | 16                   |
| Разом    | 136     | 36                 | 75               | 25                   |